# Vablea, Borodeanka
Vablea (în ucraineană Вабля) este un sat în comuna Nova Hreblea din raionul Borodeanka, regiunea Kiev, Ucraina.

## Demografie
Componența lingvistică a localității Vablea
     Ucraineană (96,6%)
     Rusă (3,4%)
Conform recensământului din 2001, majoritatea populației localității Vablea era vorbitoare de ucraineană (96,6%), existând în minoritate și vorbitori de rusă (3,4%).